# Xylocarpus
Xylocarpus es  un género botánico de plantas fanerógamas con 50 especies descritas y de estas, solo 2 aceptadas, pertenecientes a la familia Meliaceae.

## Taxonomía

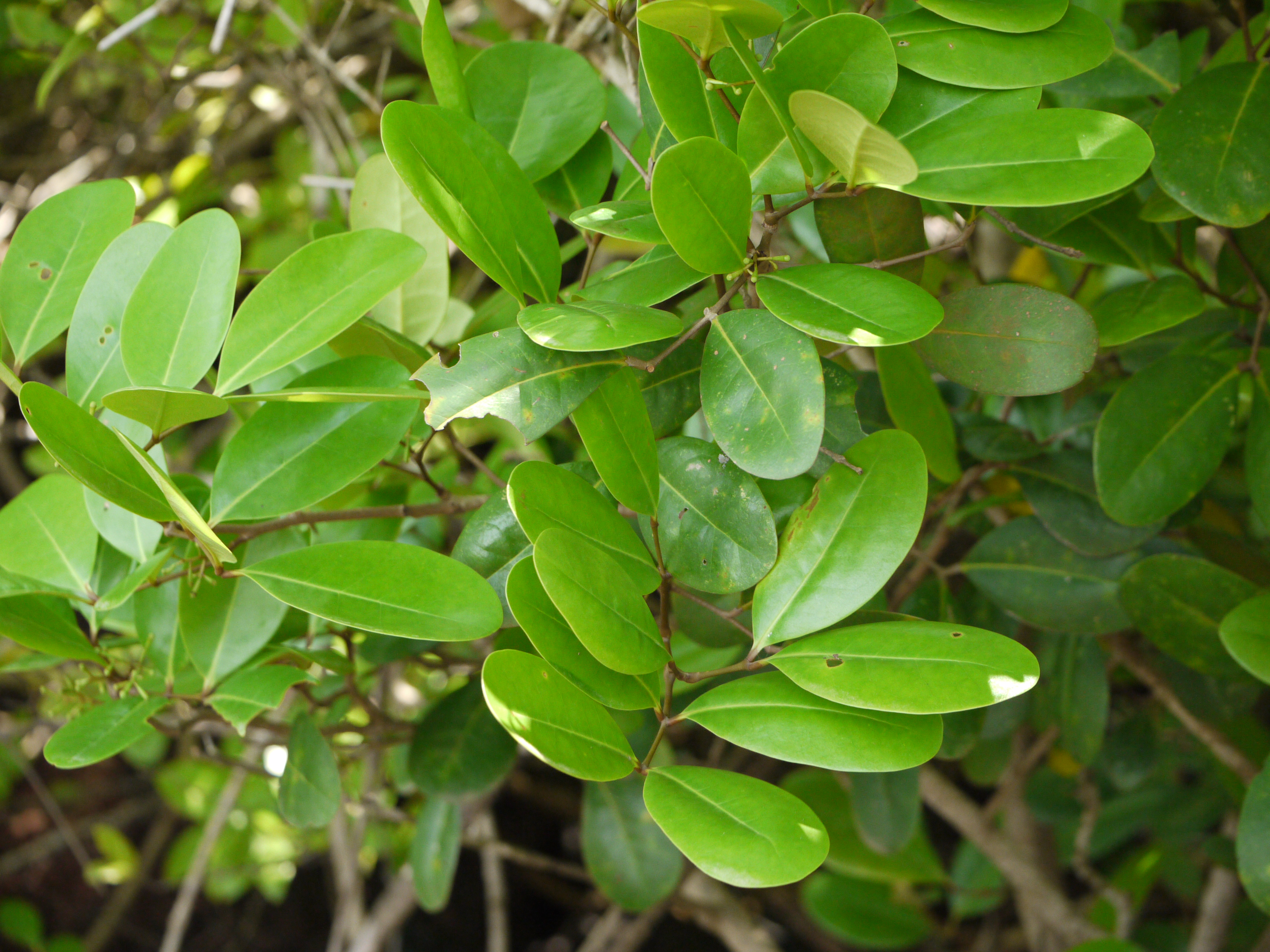
Xylocarpus granatum

El género fue descrito por Johann Gerhard Koenig y publicado en Der Naturforscher 20: 2. 1784. La especie tipo es: Xylocarpus granatum J. Koenig
Etimología
Xylocarpus: nombre genérico que deriva del griego y significa "fruto leñoso".

## Algunas especies aceptadas
A continuación se brinda un listado de las especies del género Xylocarpus aceptadas hasta junio de 2014, ordenadas alfabéticamente. Para cada una se indica el nombre binomial seguido del autor, abreviado según las convenciones y usos.
- Xylocarpus granatum J. Koenig
- Xylocarpus moluccensis (Lam.) M. Roem.
- Xylocarpus rumphii (Kostel.) Mabb.